# 秋田屋本店
株式会社秋田屋本店（あきたやほんてん）は、岐阜県岐阜市に本社を置く食料品メーカー。

## 概要
1804年に初代中村源次郎が材木商を開いたのが始まり。代々、銘木「秋田杉」の取り扱いをしてきたことから、屋号を「秋田屋」と号し、秋田屋本店という社名となった。
1887年に養蜂部を設置し、それ以降養蜂器具の販売を行うほか、蜂蜜、ローヤルゼリー、プロポリスといった蜂産品原料の販売、飲料のOEM製造、蜂蜜や健康食品の通信販売、蜂産品に関する研究を行っている。
秋田屋本店の医薬品部門として1967年に日本養蜂株式会社を設立。医薬品の製造を行っている。

## 沿革
- 1804年（文化元年）- 創業。
- 1887年（明治20年）- 養蜂部設置、いろは巣礎の制作を開始。
- 1931年（昭和6年）- 合資会社設立。
- 1961年（昭和36年）- 株式会社設立。
- 1963年（昭和38年）- 生ローヤルゼリーの医薬品製造承認を取得。
- 1967年（昭和51年）- 医薬品部門を独立させ、日本養蜂株式会社を設立。
- 1980年（昭和55年）- 食品製造専用の薬師工場稼働。
- 1996年（平成8年）- 蜂蜜専用の羽島工場稼働。
- 2002年（平成14年）- 飲料製造専門の洞戸工場稼働。
- 2009年（平成21年）- 通販ブランドAKI PUREを立ち上げる。
- 2014年（平成26年）- 蜂蜜専用の本巣屋井工場稼働。

## 事業所・工場
本社
岐阜県岐阜市加納富士町1-1
本社工場
岐阜県岐阜市加納富士町1-3
洞戸工場
岐阜県関市洞戸飛瀬106-１
薬師工場
岐阜県岐阜市薬師町30番地
本巣屋井工場
岐阜県本巣市屋井1057番7
城南事業所
岐阜県岐阜市加納城南通1丁目18番地
東京営業所
東京都港区芝浦3-12-2

## 関連企業
- 日本養蜂株式会社[2]